# Dicranomyia ponapensis
Dicranomyia ponapensis är en tvåvingeart som först beskrevs av Alexander 1940.  Dicranomyia ponapensis ingår i släktet Dicranomyia och familjen småharkrankar. Inga underarter finns listade i Catalogue of Life.